# M.Z. Thomas
M.Z. Thomas (właściwie Thomas Michael Zottmann, ur. 19 czerwca 1915 we Fromborku) – niemiecki pisarz i psychoterapeuta.

## Życiorys
Jest z wykształcenia psychoterapeutą dzieci i młodzieży. Mieszka i tworzy jako niezależny pisarz w Grünwaldzie w Bawarii. Jest autorem licznych książek dla dzieci i młodzieży; pisał także słuchowiska radiowe i redagował scenariusze telewizyjne (m.in. w latach 60. pisał książki dialogowe do niemieckiej dubbingowanej wersji angielskiego serialu telewizyjnego Simon Templar z Rogerem Moore'em). Od lat 70. pisał głównie poradniki zdrowotne.

## Publikacje[1]
- Hasel weiß sich zu helfen, Stuttgart 1952
- Hasels Heidesommer, Stuttgart 1953
- Ich und die großen Tiere vom Film, Berlin 1954
- Brüder sind nicht mit Geld zu bezahlen, Berlin 1955
- Ich und das Fernsehen, Berlin 1955
- Ihr gab Natur ein kühnes Herz, Berlin 1955
- Das frechste Mädchen der Welt, Hamburg-Poppenbüttel 1956 (pod nazwiskiem Michael Thomas)
- Schwestern schenkt der liebe Gott, Berlin 1956
- Draußen wartet das Abenteuer, München 1957
- Alexander v. Humboldt erforscht die Welt, München 1957
- Fünkchen und Peter, München 1957
- Stefan und sein bester Freund, München 1959
- Die Leute mit den grünen Kindern, Berlin 1960
- Nein, diese Mädchen!, München 1960
- Unser großer Freund Albert Schweitzer, München 1960
- Marco Polo und die Söhne des Himmels, München 1963
- Drei pfiffige Brüder, München 1965
- Unser Kind 1 Jahr, München 1965
- Unser Kind 2 Jahre, München 1965
- Unser Kind 3 Jahre, München 1965
- Unser Kind 4 Jahre, München 1965
- Unser Kind 5 Jahre, München 1965
- Unser Kind 6 Jahre, München 1965
- Unser Kind 7 Jahre, München 1965
- Der schönste Name für unser Kind, München
  - Vornamen für Jungen, 1966
  - Vornamen für Mädchen, 1966
- Sonni aus dem Wilden Westen, München 1966
- Unser Kind, München 1966
- Unser Kind ist da, München 1966
- Unser Kind ist unterwegs, München 1966
- Unser Kind zwischen 8 und 15 Jahren, München 1967
- D-Zug nach München, München 1968
- Geburtstag mit Überraschungen, München 1969
- Meine Puppe fliegt nach Tirol, München, m.in. 1970
- Durch die Hölle gejagt, München, m.in. 1971
- Lancer, München, m.in. 1971
- Achtung, Aufnahme!, München, m.in. 1972
- Aufbruch aus dem Schatten, Würzburg 1972
- Die ersten 5 Jahre, Stuttgart 1972
- Der Engel, der alles mitnahm, Ravensburg 1973
- 6 bis 10, Stuttgart 1973
- Unfälle müssen nicht sein, Ravensburg 1973
- Herz und Kreislauf, leistungsfähig bis ins hohe Alter, Düsseldorf 1975 (pod nazwiskiem Thomas M. Zottmann)
- Verdauung ohne Probleme, Düsseldorf 1975 (pod nazwiskiem Thomas M. Zottmann)
- Ausgerechnet immer ich, München 1976
- Gesund aus eigener Kraft, Düsseldorf 1976 (pod nazwiskiem Thomas M. Zottmann)
- Gute Nerven behalten, Düsseldorf, m.in. 1976 (pod nazwiskiem Thomas M. Zottmann)
- Heilen mit Ozon, München 1976 (pod nazwiskiem Thomas M. Zottmann, razem z Walter Harless)
- Die unglaublichen Abenteuer des jungen Alexander, München, m.in. 1976
- Verblüffende Rekorde der Ägypter, München, m.in. 1977
- Verblüffende Rekorde der Chinesen, München, m.in. 1977
- Wölfe heulen am Indianerpaß, München, m.in. 1977
- Verblüffende Rekorde der Griechen, München, m.in. 1978
- Verblüffende Rekorde der Römer, München, m.in. 1978
- Gesund durch Ozon und Sauerstoff, München 1984 (pod nazwiskiem Thomas M. Zottmann)